# Alan Minaglia
Alan Lionel Minaglia (16 de julio de 1992) es un futbolista argentino que se desempeña como Arquero. Actualmente juega en Club Boca de Carlos Casares, de la liga casarense de futbol.

## Trayectoria

### Nueva Chicago
Minaglia es un futbolista surgido de las divisiones inferiores del Club Atlético Tigre que llegó en 2015 al Club Atlético Nueva Chicago para sumarse a la División Reserva. Tras las lesiones de Alejandro Sánchez y Nicolás Tauber fue suplente de Federico Lanzillotta sobre el final del campeonato de Primera División 2015.
A principios de 2016 firmó contrato con Chicago, que había descendido a la Primera B Nacional. Debutó el 16 de abril debido a un desgarro del Oso Sánchez en la victoria de su equipo por 1-0 frente a Guillermo Brown. En la temporada 2016 disputó tan solo 3 partidos. 
Durante el Campeonato 2016-17 disputó en 8 partidos. Ante la ida de Alejandro Sánchez y las ofertas de otros clubes, la dirigencia le aumentó el salario y lo afirmó como nuevo arquero titular. Sin embargo, durante el Torneo 2017-18 perdió el puesto en manos de Leandro Requena luego de sufrir una apendicitis. 
Renovó su contrato para el Campeonato 2018-19. En la siguiente temporada 2019-20 se afianzó como titular, teniendo grandes actuaciones mientras su equipo luchó por no descender a la tercera categoría.
En 2021 volvió a renovar contrato con el club y se asentó definitivamente como titular, además de portar la cinta de capitán debido a la ascendencia en el plantel y su sentido de pertenencia con el club.

## Clubes
| Club          | País      | Año             |
| ------------- | --------- | --------------- |
| Nueva Chicago | Argentina | 2015 - Presente |

## Estadísticas
| Club                                                      | Temporada           | Liga  | Liga  | Copa Nac.1 | Copa Nac.1 | Copa Inter. | Copa Inter. | Total | Total |
| Club                                                      | Temporada           | Part. | Goles | Part.      | Goles      | Part.       | Goles       | Part. | Goles |
| --------------------------------------------------------- | ------------------- | ----- | ----- | ---------- | ---------- | ----------- | ----------- | ----- | ----- |
| Nueva Chicago Argentina                                   | 2015                | 0     | 0     | -          | -          | -           | -           | 0     | 0     |
| Nueva Chicago Argentina                                   | 2016                | 3     | 0     | -          | -          | -           | -           | 3     | 0     |
| Nueva Chicago Argentina                                   | 2016/17             | 8     | 0     | -          | -          | -           | -           | 8     | 0     |
| Nueva Chicago Argentina                                   | 2017/18             | 5     | 0     | -          | -          | -           | -           | 5     | 0     |
| Nueva Chicago Argentina                                   | 2018/19             | 0     | 0     | 1          | 0          | -           | -           | 1     | 0     |
| Nueva Chicago Argentina                                   | 2019/20             | 8     | 0     | -          | -          | -           | -           | 8     | 0     |
| Nueva Chicago Argentina                                   | 2020                | 3     | 0     | -          | -          | -           | -           | 3     | 0     |
| Nueva Chicago Argentina                                   | 2021                | 16    | 0     | -          | -          | -           | -           | 16    | 0     |
| Nueva Chicago Argentina                                   | Total Chicago       | 43    | 0     | 1          | 0          | -           | -           | 44    | 0     |
| Total en su carrera                                       | Total en su carrera | 43    | 0     | 1          | 0          | -           | -           | 44    | 0     |
| Última actualización: Nueva Chicago vs. Atlanta, 02.08.21 |                     |       |       |            |            |             |             |       |       |